# 金尾梅の門
金尾 梅の門（かなお うめのかど、1900年〈明治33年〉7月27日 - 1980年〈昭和55年〉12月9日）は、俳人。本名・嘉八（旧名・嘉一）。富山県生。

## 経歴
1900年、富山県中新川郡西水橋町に金尾常次郎の長男として生まれる。
1916年、小学校卒業とともに父の仕事を継いで薬行商となり、5年のあいだ信濃、上野、下野、武蔵の旧諸国を旅する。1921年より富山薬学専門学校に勤務。
句作は少年時代よりはじめ、大須賀乙字、臼田亜浪に師事。1947年、「古志」（のちに「季節」に改題）を創刊・主宰。句集に『古志の歌』『鳰』など。代表句に「ふところに入日のひゆる花野かな」「とびからすかもめもきこゆ風ゆきげ」などがある。山本健吉はその特徴を「こまやかで滲み透るようなリリシズム」であるとして前者の句を「細み」の句と評価しつつ、後者をそうした「細み」の特質からはずれた、北国の荒々しい風土を歌い上げた佳句として挙げている。一時期は漢字を廃した仮名書き俳句も作った。
1980年12月9日死去。80歳。

## 著書
- 『古志の歌』青磁社 1943
- 『鳶 句集』季節発行所 1971
- 『鴎 句集』季節発行所 1972
- 『鴉 句集』飯泉文鬼編. 季節発行所 1972
- 『鳰 句集』季節発行所 1977
- 『金尾梅の門全句集』季節発行所 2000